# Lijst van Stolpersteine in Schiedam

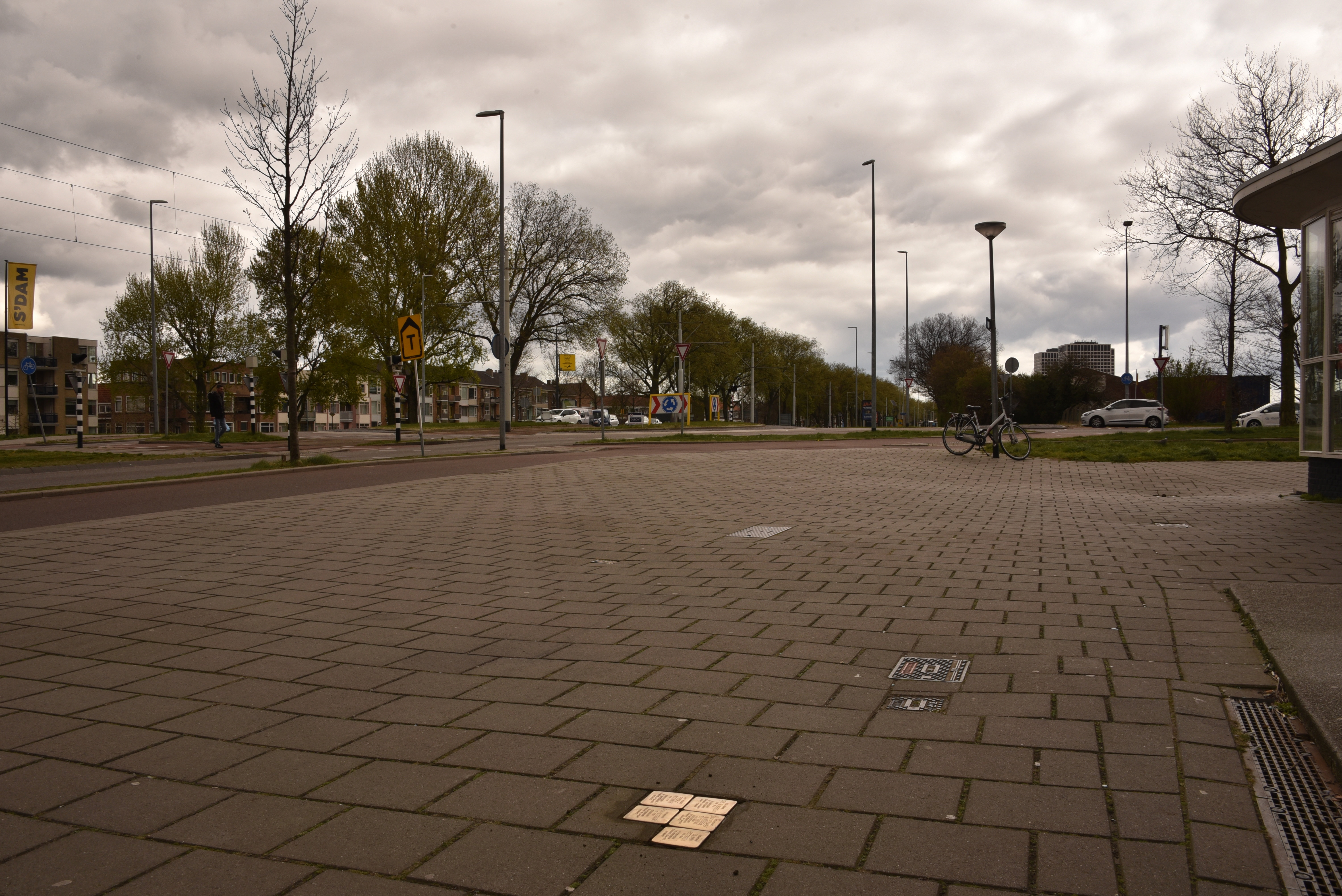
Stolpersteine voor familie Bilderbeek

De Lijst van Stolpersteine in Schiedam geeft een overzicht van de gedenkstenen in de gemeente Schiedam in de Nederlandse provincie Zuid-Holland die zijn geplaatst in het kader van het Stolpersteine-project van de Duitse beeldhouwer-kunstenaar Gunter Demnig.
Stolpersteine zijn opgedragen aan slachtoffers van het nationaalsocialisme, al diegenen die zijn vervolgd, gedeporteerd, vermoord, gedwongen te emigreren of tot zelfmoord gedreven door het nazi-regime. Demnig legt voor elk slachtoffer een aparte steen, meestal voor de laatste zelfgekozen woning.
Omdat het Stolpersteine-project doorloopt, kan deze lijst onvolledig zijn.

## Stolpersteine
In Schiedam liggen 148 Stolpersteine op 55 adressen.
| Stolperstein | Inscriptie | Adres                              | Herdachte persoon                              |
| ------------ | --- | ---------------------------------- | ---------------------------------------------- |
|              | HIER WOONDE ABRAHAM AMSTER GEB. 1929 GEDEPORTEERD UIT WESTERBORK VERMOORD 7-12-1942 AUSCHWITZ                                                           | Professor Kamerlingh Onneslaan 99a | Abraham Amster (1929-1942)                     |
|              | HIER WOONDE FEMMIE AMSTER GEB. 1926 GEDEPORTEERD UIT WESTERBORK VERMOORD 7-12-1942 AUSCHWITZ                                                            | Professor Kamerlingh Onneslaan 99a | Femmie Amster (1926-1942)                      |
|              | HIER WOONDE LEO AMSTER GEB. 1927 GEDEPORTEERD UIT WESTERBORK VERMOORD 28-2-1943 AUSCHWITZ                                                               | Professor Kamerlingh Onneslaan 99a | Leo Amster (1927-1943)                         |
|              | HIER WOONDE MARCUS AMSTER GEB. 1893 GEDEPORTEERD UIT WESTERBORK VERMOORD 28-2-1943 AUSCHWITZ                                                            | Professor Kamerlingh Onneslaan 99a | Marcus Amster (1893-1943)                      |
|              | HIER WOONDE ESTER AMSTER-MOSES GEB. 1905 GEDEPORTEERD UIT WESTERBORK VERMOORD 7-12-1942 AUSCHWITZ                                                       | Professor Kamerlingh Onneslaan 99a | Ester Amster-Moses (1905-1942)                 |
|              | HIER WOONDE JACOB VAN ARENT GEB. 1928 GEDEPORTEERD UIT WESTERBORK VERMOORD 13-3-1943 SOBIBOR                                                            | Rhoonsestraat 26b                  | Jacob van Arent (1928-1943)                    |
|              | HIER WOONDE JOSEPH VAN ARENT GEB. 1930 GEDEPORTEERD UIT WESTERBORK VERMOORD 13-3-1943 SOBIBOR                                                           | Rhoonsestraat 26b                  | Joseph van Arent (1930-1943)                   |
|              | HIER WOONDE MOZES VAN ARENT GEB. 1923 GEDEPORTEERD UIT WESTERBORK VERMOORD 30-9-1942 AUSCHWITZ                                                          | Rhoonsestraat 26b                  | Mozes van Arent (1923-1942)                    |
|              | HIER WOONDE RACHEL VAN ARENT GEB. 1925 GEDEPORTEERD UIT WESTERBORK VERMOORD 30-9-1942 AUSCHWITZ                                                         | Rhoonsestraat 26b                  | Rachel van Arent (1925-1942)                   |
|              | HIER WOONDE SALOMON VAN ARENT GEB. 1884 GEDEPORTEERD UIT WESTERBORK VERMOORD 26-10-1942 AUSCHWITZ                                                       | Rhoonsestraat 26b                  | Salomon van Arent (1884-1942)                  |
|              | HIER WOONDE ISAAC VAN BAALE GEB. 1886 GEDEPORTEERD UIT WESTERBORK VERMOORD 14-1-1943 AUSCHWITZ                                                          | Galileistraat 56a                  | Isaac van Baale (1886-1943)                    |
|              | HIER WOONDE MEIJER VAN BAALE GEB. 1917 GEDEPORTEERD UIT WESTERBORK VERMOORD 28-2-1943 AUSCHWITZ                                                         | Galileistraat 56a                  | Meijer van Baale (1917-1943)                   |
|              | HIER WOONDE SAMUEL VAN BAALE GEB. 1912 GEDEPORTEERD UIT WESTERBORK VERMOORD 30-9-1942 AUSCHWITZ                                                         | Galileistraat 56a                  | Samuel van Baale (1912-1942)                   |
|              | HIER WOONDE SIENTJE VAN BAALE GEB. 1921 GEDEPORTEERD UIT WESTERBORK VERMOORD 11-12-1942 AUSCHWITZ                                                       | Galileistraat 56a                  | Meijer van Baale (1921-1942)                   |
|              | HIER WOONDE JOHANNA VAN BAALE-MEIJER GEB. 1885 GEDEPORTEERD UIT WESTERBORK VERMOORD 11-12-1942 AUSCHWITZ                                                | Galileistraat 56a                  | Johanna van Baale-Meijer (1885-1942)           |
|              | HIER WOONDE FROUKJE BILDERBEEK GEB. 1925 GEDEPORTEERD UIT WESTERBORK VERMOORD 19-10-1942 AUSCHWITZ                                                      | Rotterdamschedijk 35a              | Froukje Bilderbeek (1925-1942)                 |
|              | HIER WOONDE ISACK BILDERBEEK GEB. 1929 GEDEPORTEERD UIT WESTERBORK VERMOORD 19-10-1942 AUSCHWITZ                                                        | Rotterdamschedijk 35a              | Isack Bilderbeek (1929-1942)                   |
|              | HIER WOONDE LEVIE BILDERBEEK GEB. 1894 GEDEPORTEERD UIT WESTERBORK VERMOORD 31-3-1944 MIDDEN EUROPA                                                     | Rotterdamschedijk 35a              | Levie Bilderbeek (1894-1944)                   |
|              | HIER WOONDE SALOMON BILDERBEEK GEB. 1924 GEDEPORTEERD UIT WESTERBORK VERMOORD 30-4-1943 AUSCHWITZ                                                       | Rotterdamschedijk 35a              | Salomon Bilderbeek (1924-1943)                 |
|              | HIER WOONDE SARA ELISABET BILDERBEEK- TEN BRINK GEB. 1898 GEDEPORTEERD UIT WESTERBORK VERMOORD 19-10-1942 AUSCHWITZ                                     | Rotterdamschedijk 35a              | Sara Elisabet Bilderbeek-ten Brink (1898-1942) |
|              | HIER WOONDE ABRAHAM BOBBE GEB. 1904 GEDEPORTEERD UIT GEVANGENIS SCHEVENINGEN VERMOORD 20-6-1942 MAUTHAUSEN                                              | Rotterdamsedijk 268b II            | Abraham Bobbe (1904-1942)                      |
|              | HIER WOONDE BENJAMIN BOUMAN GEB. 1899 GEDEPORTEERD VERMOORD 15-5-1944 BIRKENAU                                                                          | Hoogstraat 109                     | Benjamin Bouman (1899-1944)                    |
|              | HIER WOONDE ARON BROMET GEB. 1912 GEDEPORTEERD UIT WESTERBORK VERMOORD 29-2-1944 MIDDEN EUROPA                                                          | Singel 206a                        | Aron Bromet (1912-1944)                        |
|              | HIER WOONDE DAVID BROMET GEB. 1885 GEDEPORTEERD UIT WESTERBORK VERMOORD 26-10-1942 AUSCHWITZ                                                            | Singel 206a                        | David Bromet (1885-1942)                       |
|              | HIER WOONDE SAARTJE BROMET GEB. 1942 GEDEPORTEERD UIT WESTERBORK VERMOORD 26-10-1942 AUSCHWITZ                                                          | Singel 206a                        | Saartje Bromet (1942-1942)                     |
|              | HIER WOONDE NAATJE BROMET- BARMHARTIGHEID GEB. 1886 GEDEPORTEERD UIT WESTERBORK VERMOORD 26-10-1942 AUSCHWITZ                                           | Singel 206a                        | Naatje Bromet-Barmhartigheid (1886-1942)       |
|              | HIER WOONDE ROZA BROMET-EMMERIK GEB. 1914 GEDEPORTEERD UIT WESTERBORK VERMOORD 26-10-1942 AUSCHWITZ                                                     | Singel 206a                        | Roza Bromet-Emmerik (1914-1942)                |
|              | HIER WOONDE MOZES BRÜCKER GEB. 1892 GEDEPORTEERD UIT WESTERBORK VERMOORD 6-3-1944 AUSCHWITZ                                                             | Plein Eendragt 27A                 | Mozes Brücker (1892-1944)                      |
|              | HIER WOONDE ROSSETTA BRÜCKER-EIJL GEB. 1896 GEDEPORTEERD UIT WESTERBORK VERMOORD 6-3-1944 AUSCHWITZ                                                     | Plein Eendragt 27A                 | Rossetta Brücker-Eijl (1896-1944)              |
|              | HIER WOONDE ARY FRANCISCUS BUBBERMAN GEB. 1924 VERZETSMAN GEARRESTEERD 14-1-1945 GEDEPORTEERD UIT AMERSFOORT VERMOORD APRIL 1945 NEUENGAMME             | François Haverschmidtlaan 58       | Ary Franciscus Bubberman (1924-1945)           |
|              | HIER WOONDE CORNELIS BUBBERMAN GEB. 1888 VERZETSMAN GEARRESTEERD 14-1-1945 GEDEPORTEERD UIT AMERSFOORT VERMOORD 18-2-1945 NEUENGAMME                    | François Haverschmidtlaan 58       | Cornelis Bubberman (1888-1945)                 |
|              | HIER WOONDE SAMUEL ABRAHAM CAMPIGNON GEB. 1881 GEDEPORTEERD UIT WESTERBORK VERMOORD 26-10-1942 AUSCHWITZ                                                | Singel 234a                        | Samuel Abraham Campignon (1881-1942)           |
|              | HIER WOONDE HANNA CAMPIGNON-MEIJER GEB. 1884 GEDEPORTEERD UIT WESTERBORK VERMOORD 26-10-1942 AUSCHWITZ                                                  | Singel 234a                        | Hanna Campignon-Meijer (1884-1942)             |
|              | HIER WOONDE ISRAËL CHOTTEL GEB. 1888 GEDEPORTEERD VERMOORD 22-10-1943 AUSCHWITZ                                                                         | Hoogstraat 53                      | Israël Chottel (1888-1943)                     |
|              | HIER WOONDE JACQUES CHOTTEL GEB. 1915 GEDEPORTEERD VERMOORD 31-3-1944 ONBEKEND                                                                          | Hoogstraat 53                      | Jacques Chottel (1915-1944)                    |
|              | HIER WOONDE JOSEPH CHOTTEL GEB. 1920 GEDEPORTEERD VERMOORD 31-3-1944 ONBEKEND                                                                           | Hoogstraat 53                      | Joseph Chottel (1920-1944)                     |
|              | HIER WOONDE IZAAC VAN DAM GEB. 1869 GEDEPORTEERD UIT WESTERBORK VERMOORD 26-10-1942 AUSCHWITZ                                                           | Rubensplein 9a                     | Izaac van Dam (1869-1942)                      |
|              | HIER WOONDE DEBORA VAN DAM- DAVIDSON GEB. 1878 GEDEPORTEERD UIT WESTERBORK VERMOORD 26-10-1942 AUSCHWITZ                                                | Rubensplein 9a                     | Debora van Dam-Davidson (1878-1942)            |
|              | HIER WOONDE DAVID DASBERG GEB. 1896 GEDEPORTEERD VERMOORD 30-9-1942 AUSCHWITZ                                                                           | Broersveld 125B                    | David Dasberg (1896-1942)                      |
|              | HIER WOONDE ELIAZAR DASBERG GEB. 1926 GEDEPORTEERD VERMOORD 30-9-1942 AUSCHWITZ                                                                         | Broersveld 125B                    | Eliazar Dasberg (1926-1942)                    |
|              | HIER WOONDE HELENA EVA DASBERG GEB. 1927 GEDEPORTEERD VERMOORD 19-8-1942 AUSCHWITZ                                                                      | Broersveld 125B                    | Helena Eva Dasberg (1927-1942)                 |
|              | HIER WOONDE LEVI SALOMON DASBERG GEB. 1923 GEDEPORTEERD VERMOORD 20-9-1942 AUSCHWITZ                                                                    | Broersveld 125B                    | Levi Salomon Dasberg (1923-1942)               |
|              | HIER WOONDE SOPHIA DASBERG GEB. 1924 GEDEPORTEERD VERMOORD 30-9-1942 AUSCHWITZ                                                                          | Broersveld 125B                    | Sophia Dasberg (1924-1942)                     |
|              | HIER WOONDE MARIE HELENA DASBERG-BERLIJN GEB. 1900 GEDEPORTEERD VERMOORD 30-9-1942 AUSCHWITZ                                                            | Broersveld 125B                    | Marie Helena Dasberg-Berlijn (1900-1942)       |
|              | HIER WOONDE RECHEL DAVIDS-DE HES GEB. 1878 GEDEPORTEERD VERMOORD 21-5-1943 SOBIBOR                                                                      | Broersvest 2I                      | Rechel Davids-de Hes (1878-1943)               |
|              | HIER WOONDE MOZES DAVIDSON GEB. 1883 GEDEPORTEERD UIT WESTERBORK VERMOORD 26-10-1942 AUSCHWITZ                                                          | Rubensplein 9a                     | Mozes Davidson (1883-1942)                     |
|              | HIER WOONDE ROZETTA DAVIDSON-KATS GEB. 1872 GEDEPORTEERD UIT WESTERBORK VERMOORD 26-10-1942 SOBIBOR                                                     | Rubensplein 9a                     | Rozetta Davidson-Kats (1872-1942)              |
|              | HIER WOONDE EVA VAN DIJK GEB. 1867 GEDEPORTEERD VERMOORD 21-4-1945 FINSTERWALDE                                                                         | Broersvest 10D                     | Eva van Dijk (1867-1945)                       |
|              | HIER WOONDE KOOSJE VAN DIJK GEB. 1885 GEDEPORTEERD VERMOORD 23-4-1945 TRÖBITZ                                                                           | Broersvest 10D                     | Koosje van Dijk (1885-1945)                    |
|              | HIER WOONDE MARGARETHA FIERLIER GEB. 1904 GEDEPORTEERD VERMOORD 30-9-1942 AUSCHWITZ                                                                     | Buijs Ballotsingel 69a             | Margaretha Fierlier (1904-1942)                |
|              | HIER WOONDE ALEXANDER MAURITS FRANK GEB. 1921 GEDEPORTEERD UIT WESTERBORK VERMOORD 31.3.1943 SEIBERSDORF                                                | Boerhaavelaan 96b I                | Alexander Maurits Frank (1921-1943)            |
|              | HIER WOONDE DAVID FRANK GEB. 1903 GEDEPORTEERD UIT WESTERBORK OVERLEDEN 9-5-1945 MIDDEN-EUROPA                                                          | Maasstraat 14                      | David Frank (1903-1945)                        |
|              | HIER WOONDE EDUARD FRANK GEB. 1931 GEDEPORTEERD UIT WESTERBORK VERMOORD 3.9.1942 AUSCHWITZ                                                              | Boerhaavelaan 96b I                | Eduard Frank (1931-1942)                       |
|              | HIER WOONDE ELKAN FRANK GEB. 1891 GEDEPORTEERD UIT WESTERBORK VERMOORD 31.3.1943 SEIBERSDORF                                                            | Boerhaavelaan 96b I                | Elkan Frank (1891-1943)                        |
|              | HIER WOONDE JONAS FRANK GEB. 1924 GEDEPORTEERD UIT WESTERBORK VERMOORD 31.3.1943 SEIBERSDORF                                                            | Boerhaavelaan 96b I                | Jonas Frank (1924-1943)                        |
|              | HIER WOONDE MAURITS ALEXANDER FRANK GEB. 1923 GEDEPORTEERD UIT WESTERBORK VERMOORD 31.3.1943 SEIBERSDORF                                                | Boerhaavelaan 96b I                | Maurits Alexander Frank (1923-1943)            |
|              | HIER WOONDE MARIANNA FRANK-CATS GEB. 1897 GEDEPORTEERD UIT WESTERBORK VERMOORD 3.9.1942 AUSCHWITZ                                                       | Boerhaavelaan 96b I                | Marianna Frank-Cats (1897-1942)                |
|              | HIER WOONDE FROUWTJE FRENKEL GEB. 1930 GEDEPORTEERD UIT WESTERBORK VERMOORD 12-2-1943 AUSCHWITZ                                                         | Hoofdstraat 177                    | Frouwtje Frenkel (1930-1943)                   |
|              | HIER WOONDE KAATJE FRENKEL GEB. 1921 GEDEPORTEERD UIT WESTERBORK VERMOORD 21-5-1943 SOBIBOR                                                             | Hoofdstraat 177                    | Kaatje Frenkel (1921-1943)                     |
|              | HIER WOONDE MARGARETHA FRENKEL GEB. 1924 GEDEPORTEERD UIT WESTERBORK VERMOORD 25-10-1944 AUSCHWITZ                                                      | Hoofdstraat 177                    | Margaretha Frenkel (1924-1944)                 |
|              | HIER WOONDE SIMON FRENKEL GEB. 1890 GEDEPORTEERD UIT WESTERBORK VERMOORD 12-2-1943 AUSCHWITZ                                                            | Hoofdstraat 177                    | Simon Frenkel (1890-1943)                      |
|              | HIER WOONDE ROSA FRENKEL- VAN GEENS GEB. 1894 GEDEPORTEERD UIT WESTERBORK VERMOORD 12-2-1943 AUSCHWITZ                                                  | Hoofdstraat 177                    | Rosa Frenkel-van Geens (1894-1943)             |
|              | HIER WOONDE ABRAHAM VAN GELDEREN GEB. 1898 GEDEPORTEERD UIT WESTERBORK VERMOORD 28-2-1943 AUSCHWITZ                                                     | Willem Brouwerstraat 2a            | Abraham van Gelderen (1898-1943)               |
|              | HIER WOONDE SAMUEL GROEN GEB. 1902 GEDEPORTEERD UIT WESTERBORK VERMOORD 31-3-1944 POLEN                                                                 | Rotterdamschedijk 266c             | Samuel Groen (1902-1944)                       |
|              | HIER WOONDE SARA GROEN-CAUVEREN GEB. 1891 GEDEPORTEERD UIT WESTERBORK VERMOORD 22-10-1943 AUSCHWITZ                                                     | Rotterdamschedijk 266c             | Sara Groen-Cauveren (1891-1943)                |
|              | HIER WOONDE IZAAK GOUBITZ GEB. 1895 GEDEPORTEERD UIT WESTERBORK VERMOORD 30-9-1944 MIDDEN-EUROPA                                                        | Rembrandtlaan 83b                  | Izaak Goubitz (1895-1944)                      |
|              | HIER WOONDE MARY GOUBITZ GEB. 1928 GEDEPORTEERD UIT WESTERBORK VERMOORD 30-9-1944 MIDDEN-EUROPA                                                         | Rembrandtlaan 83b                  | Mary Goubitz (1928-1944)                       |
|              | HIER WOONDE LEA GOUBITZ- WITMOND GEB. 1898 GEDEPORTEERD UIT WESTERBORK VERMOORD 22-5-1944 AUSCHWITZ                                                     | Rembrandtlaan 83b                  | Lea Goubitz-Witmond (1898-1944)                |
|              | HIER WOONDE EMILE DE GROOT GEB. 1885 GEDEPORTEERD UIT WESTERBORK VERMOORD 27-8-1943 AUSCHWITZ                                                           | Lange Nieuwstraat 49a              | Emile de Groot (1885-1943)                     |
|              | HIER WOONDE EMILE GABRIEL DE GROOT GEB. 1927 GEDEPORTEERD UIT WESTERBORK VERMOORD 31-7-1944 MIDDEN-EUROPA                                               | Lange Nieuwstraat 49a              | Emile Gabriel de Groot (1927-1944)             |
|              | HIER WOONDE GABRIEL EMILE DE GROOT GEB. 1914 GEDEPORTEERD UIT WESTERBORK VERMOORD 31-8-1944 MIDDEN-EUROPA                                               | Lange Nieuwstraat 49a              | Gabriel Emile de Groot (1914-1944)             |
|              | HIER WOONDE SARA DE GROOT-CATS GEB. 1890 GEDEPORTEERD UIT WESTERBORK VERMOORD 27-8-1943 AUSCHWITZ                                                       | Lange Nieuwstraat 49a              | Sara de Groot-Cats (1890-1943)                 |
|              | HIER WOONDE BENEDICTUS MEIJARD HART GEB. 1921 GEDEPORTEERD UIT WESTERBORK VERMOORD 10-12-1942 MAUTHAUSEN                                                | Van Ostadelaan 41b                 | Benedictus Meijard Hart (1921-1942)            |
|              | HIER WOONDE ANNA HARTOG GEB. 1871 GEDEPORTEERD UIT WESTERBORK VERMOORD 26-10-1942 AUSCHWITZ                                                             | Burgemeester Knappertlaan 253a     | Anna Hartog (1871-1942)                        |
|              | HIER WOONDE LEON HEIJERMANS GEB. 1913 GEDEPORTEERD UIT WESTERBORK VERMOORD 2-4-1943 SOBIBOR                                                             | Passage 8                          | Leon Heijermans (1913-1943)                    |
|              | HIER WOONDE MICHIEL HIJMANS GEB. 1876 GEDEPORTEERD VERMOORD 19-10-1942 AUSCHWITZ                                                                        | Hoogstraat 15                      | Michiel Hijmans (1876-1942)                    |
|              | HIER WOONDE MICHIEL HIJMANS GEB. 1942 GEDEPORTEERD UIT WESTERBORK VERMOORD 22-10-1943 AUSCHWITZ                                                         | Rotterdamschedijk 208a             | Michiel Hijmans (1942-1943)                    |
|              | HIER WOONDE SAMUEL HIJMANS GEB. 1906 GEDEPORTEERD UIT WESTERBORK VERMOORD 31-3-1944                                                                     | Rotterdamschedijk 208a             | Samuel Hijmans (1906-1944)                     |
|              | HIER WOONDE ANNIE HIJMANS- VAN PRAAGH GEB. 1906 GEDEPORTEERD UIT WESTERBORK VERMOORD 22-10-1943 AUSCHWITZ                                               | Rotterdamschedijk 208a             | Annie Hijmans-van Praagh (1906-1943)           |
|              | HIER WOONDE MARIANNE HIJMANS-SANDERS GEB. 1883 GEDEPORTEERD VERMOORD 19-10-1942 AUSCHWITZ                                                               | Hoogstraat 15                      | Marianne Hijmans-Sanders (1883-1942)           |
|              | HIER WOONDE WILHELMINA FREDERIKA HIJMAN-STIBBE GEB. 1868 GEDEPORTEERD UIT WESTERBORK VERMOORD 6-9-1944 POLEN                                            | Tuinlaan 108                       | Wilhelmina Frederika Hijman-Stibbe (1868-1944) |
|              | HIER WOONDE IZAK DE JONG GEB. 1866 GEDEPORTEERD UIT WESTERBORK VERMOORD 7-12-1942 AUSCHWITZ                                                             | Dwarsstraat 2                      | Izak de Jong (1866-1942)                       |
|              | HIER WOONDE JONAS DE JONG GEB. 1897 GEDEPORTEERD UIT WESTERBORK VERMOORD 11-12-1942 AUSCHWITZ                                                           | Boerhaavelaan 54b-2                | Jonas de Jong (1897-1942)                      |
|              | HIER WOONDE SARA DE JONG- PENHA GEB. 1897 GEDEPORTEERD UIT WESTERBORK VERMOORD 11-12-1942 AUSCHWITZ                                                     | Boerhaavelaan 54b–2                | Sara de Jong-Penha (1897-1942)                 |
|              | HIER WOONDE JACOB KATAN GEB. 1919 GEDEPORTEERD UIT WESTERBORK VERMOORD 28-2-1943 AUSCHWITZ                                                              | Lange Haven 106                    | Jacob Katan (1919-1943)                        |
|              | HIER WOONDE JULIUS MAURITS KATAN GEB. 1942 GEDEPORTEERD UIT WESTERBORK VERMOORD 28-2-1943 AUSCHWITZ                                                     | Lange Haven 106                    | Julius Maurits Katan (1942-1943)               |
|              | HIER WOONDE LEVIE KATAN GEB. 1884 GEDEPORTEERD UIT WESTERBORK VERMOORD 19-10-1942 AUSCHWITZ                                                             | Lange Haven 106                    | Levie Katan (1884-1942)                        |
|              | HIER WOONDE HENDRIKA KATAN-DE LEEUW GEB. 1889 GEDEPORTEERD UIT WESTERBORK VERMOORD 19-10-1942 AUSCHWITZ                                                 | Lange Haven 106                    | Hendrika Katan-de Leeuw (1889-1942)            |
|              | HIER WOONDE BENJAMIN VAN KLAVEREN GEB. 1890 GEDEPORTEERD UIT WESTERBORK VERMOORD 5-11-1942 AUSCHWITZ                                                    | Rotterdamschedijk 258b             | Benjamin van Klaveren (1890-1942)              |
|              | HIER WOONDE BETTY JACOBA VAN KLAVEREN GEB. 1925 GEDEPORTEERD UIT WESTERBORK VERMOORD 4-6-1943 SOBIBOR                                                   | Rotterdamschedijk 258b             | Betty Jacoba van Klaveren (1925-1943)          |
|              | HIER WOONDE FLORA VAN KLAVEREN- DE ZOETE GEB. 1886 GEDEPORTEERD UIT WESTERBORK VERMOORD 5-11-1942 AUSCHWITZ                                             | Rotterdamschedijk 258b             | Flora van Klaveren-de Zoete (1886-1942)        |
|              | HIER WOONDE MEIJER VAN KLOETEN GEB. 1909 GEDEPORTEERD UIT WESTERBORK VERMOORD 30-4-1943 AUSCHWITZ                                                       | Newtonplein 9 a                    | Meijer van Kloeten (1909-1943)                 |
|              | HIER WOONDE YVONNE VAN KLOETEN GEB. 1939 GEDEPORTEERD UIT WESTERBORK VERMOORD 19-2-1943 AUSCHWITZ                                                       | Newtonplein 9 a                    | Yvonne van Kloeten (1939-1943)                 |
|              | HIER WOONDE URSULA VAN KLOETEN- ISRAELOWICZ GEB. 1920 GEDEPORTEERD UIT WESTERBORK VERMOORD 19-2-1943 AUSCHWITZ                                          | Newtonplein 9 a                    | Ursula van Kloeten-Israelowicz (1920-1943)     |
|              | HIER WOONDE MAX KOETSER GEB. 1904 GEDEPORTEERD VERMOORD 30-4-1943 AUSCHWITZ                                                                             | Hoogstraat 28                      | Max Koetser (1904-1943)                        |
|              | HIER WOONDE FERDINAND KOETSER-BOSMAN GEB. 1933 GEDEPORTEERD VERMOORD 19-2-1943 AUSCHWITZ                                                                | Hoogstraat 28                      | Ferdinand Koetser-Bosman (1933-1943)           |
|              | HIER WOONDE MATHILDE KOETSER-BOSMAN GEB. 1905 GEDEPORTEERD VERMOORD 19-2-1943 AUSCHWITZ                                                                 | Hoogstraat 28                      | Mathilde Koetser-Bosman (1905-1943)            |
|              | HIER WOONDE BRUNO PAUL KUNKE GENANNT BALL GEB. 1923 GEDEPORTEERD UIT WESTERBORK VERMOORD 16-7-1943 SOBIBOR                                              | Vlaardingerdijk 137b               | Bruno Paul Kunke (1923-1943)                   |
|              | HIER WOONDE EMILE DAVID KUNKE GENANNT BALL GEB. 1927 GEDEPORTEERD UIT WESTERBORK VERMOORD 16-7-1943 SOBIBOR                                             | Vlaardingerdijk 137b               | Emile David Kunke (1927-1943)                  |
|              | HIER WOONDE ISRAËL CHAIM KUNKE GENANNT BALL GEB. 1899 GEDEPORTEERD UIT WESTERBORK VERMOORD 16-7-1943 SOBIBOR                                            | Vlaardingerdijk 137b               | Israël Chaim Kunke (1899-1943)                 |
|              | HIER WOONDE MINKE KUNKE GENANNT BALL-DE JONG GEB. 1894 GEDEPORTEERD UIT WESTERBORK VERMOORD 16-7-1943 SOBIBOR                                           | Vlaardingerdijk 137b               | Minke Kunke (1894-1943)                        |
|              | HIER WOONDE NORBERT MARIUS KUNKE GENANNT BALL GEB. 1925 GEDEPORTEERD UIT WESTERBORK VERMOORD 16-7-1943 SOBIBOR                                          | Vlaardingerdijk 137b               | Norbert Marius Kunke (1925-1943)               |
|              | HIER WOONDE SALOMON KUNKE GENANNT BALL GEB. 1930 GEDEPORTEERD UIT WESTERBORK VERMOORD 16-7-1943 SOBIBOR                                                 | Vlaardingerdijk 137b               | Salomon Kunke (1930-1943)                      |
|              | HIER WOONDE RUTH LANDAU GEB. 1931 GEINTERNEERD WESTERBORK OVERLEDEN 11-1-1943                                                                           | Hoogstraat 151c                    | Ruth Landau (1931-1943)                        |
|              | HIER WOONDE HEIMAN HERMAN DE LEEUW GEB. 1914 GEDEPORTEERD UIT WESTERBORK VERMOORD 19-1-1945 NATZWEILER                                                  | Van Ostadelaan 3                   | Heiman Herman de Leeuw (1914-1945)             |
|              | HIER WOONDE MAURITS JACOB DE LEEUW GEB. 1916 GEDEPORTEERD UIT WESTERBORK VERMOORD 30-9-1942 AUSCHWITZ                                                   | Newtonplein 18 b                   | Maurits Jacob de Leeuw (1916-1942)             |
|              | HIER WOONDE ROSA DE LEEUW GEB. 1909 GEDEPORTEERD UIT WESTERBORK VERMOORD 22-10-1943 AUSCHWITZ                                                           | Newtonplein 18 b                   | Rosa de Leeuw (1909-1943)                      |
|              | HIER WOONDE GRIETJE LIPSCHITS GEB. 1941 GEDEPORTEERD UIT WESTERBORK VERMOORD 7.12.1942 AUSCHWITZ                                                        | Stationstraat 35a                  | Grietje Lipschits (1941-1942)                  |
|              | HIER WOONDE LEVI MEIJER LIPSCHITS GEB. 1916 GEDEPORTEERD UIT WESTERBORK VERMOORD 28.2.1943 AUSCHWITZ                                                    | Stationstraat 35a                  | Levi Meijer Lipschits (1916-1943)              |
|              | HIER WOONDE MARTHA LIPSCHITS-SWAALEP GEB. 1918 GEDEPORTEERD UIT WESTERBORK VERMOORD 7.12.1942 AUSCHWITZ                                                 | Stationstraat 35a                  | Martha Lipschits-Swaalep (1918-1942)           |
|              | HIER WOONDE JENNY BEATRICE VAN LISSA GEB. 1909 GEDEPORTEERD UIT WESTERBORK VERMOORD 4-6-1943 SOBIBOR                                                    | Rembrandtlaan 5b                   | Jenny Beatrice van Lissa (1909-1943)           |
|              | HIER WOONDE MARTINUS MESRITZ GEB. 1921 GEDEPORTEERD UIT WESTERBORK VERMOORD 30-4-1943 SOBIBOR                                                           | Lange Singelstraat 107 a II        | Martinus Mesritz (1921-1943)                   |
|              | HIER WOONDE JACOB VAN MOPPES GEB. 1896 GEDEPORTEERD UIT WESTERBORK VERMOORD 31-3-1944 AUSCHWITZ                                                         | Archimedesstraat 6b                | Jacob van Moppes (1896-1944)                   |
|              | HIER WOONDE DAVID ANTHONIUS MUIJSSON GEB. 1901 VERZETSSTRIJDER GEARRESTEERD 14-1-1942 GEDEPORTEERD UIT AMERSFOORT NEUENGAMME VERMOORD 23-12-1942 BREMEN | Broersveld 10                      | David Anthonius Muijsson (1901-1942)           |
|              | HIER WOONDE EMANUEL NAARDEN GEB. 1881 GEDEPORTEERD VERMOORD 3-9-1943 AUSCHWITZ                                                                          | Hoogstraat 151c                    | Emanuel Naarden (1881-1943)                    |
|              | HIER WOONDE JACOMIJN NAARDEN-FRANKFORT GEB. 1880 GEDEPORTEERD VERMOORD 3-9-1943 AUSCHWITZ                                                               | Hoogstraat 151c                    | Jacomijn Naarden-Frankfort (1880-1943)         |
|              | HIER WOONDE JACOB PILLER GEB. 1890 GEDEPORTEERD VERMOORD 6-3-1944 AUSCHWITZ                                                                             | Broersveld 127D                    | Jacob Piller (1890-1944)                       |
|              | HIER WOONDE ALBERT HARTOG POLAK GEB. 1886 GEDEPORTEERD UIT WESTERBORK VERMOORD 6-3-1944 AUSCHWITZ                                                       | Rembrandtlaan 33b                  | Albert Hartog Polak (1886-1944)                |
|              | HIER WOONDE ARIJ POST GEB. 1900 GEARRESTEERD 1-11-1943 GEDEPORTEERD UIT VUGHT NEUENGAMME OMGEKOMEN 3-5-1945                                             | Wattstraat 14                      | Arij Post (1900-1945)                          |
|              | HIER WOONDE SARA DE REEDER-VROMAN GEB. 1868 GEDEPORTEERD VERMOORD 2-7-1943 SOBIBOR                                                                      | Hoogstraat 158                     | Sara de Reeder-Vroman (1868-1943)              |
|              | HIER WOONDE HENRI SANDERS GEB. 1898 GEDEPORTEERD VERMOORD 20-1-1945 BUCHENWALD                                                                          | Broersvest 2I                      | Henri Sanders (1898-1945)                      |
|              | HIER WOONDE ABRAHAM SPRINGER GEB. 1911 GEDEPORTEERD UIT WESTERBORK VERMOORD 30.9.1942 AUSCHWITZ                                                         | Van Swindenstraat 55b              | Abraham Springer (1911-1942)                   |
|              | HIER WOONDE ELISABETH SPRINGER GEB. 1936 GEDEPORTEERD UIT WESTERBORK VERMOORD 19.8.1942 AUSCHWITZ                                                       | Van Swindenstraat 55b              | Elisabeth Springer (1936-1942)                 |
|              | HIER WOONDE MIETJE SPRINGER GEB. 1939 GEDEPORTEERD UIT WESTERBORK VERMOORD 19.8.1942 AUSCHWITZ                                                          | Van Swindenstraat 55b              | Mietje Springer (1939-1942)                    |
|              | HIER WOONDE PHILIP SPRINGER GEB. 1932 GEDEPORTEERD UIT WESTERBORK VERMOORD 19.8.1942 AUSCHWITZ                                                          | Van Swindenstraat 55b              | Samuel Springer (1932-1942)                    |
|              | HIER WOONDE SAMUEL SPRINGER GEB. 1934 GEDEPORTEERD UIT WESTERBORK VERMOORD 19.8.1942 AUSCHWITZ                                                          | Van Swindenstraat 55b              | Samuel Springer (1934-1942)                    |
|              | HIER WOONDE SARA SPRINGER-SWAALEP GEB. 1911 GEDEPORTEERD UIT WESTERBORK VERMOORD 19.8.1942 AUSCHWITZ                                                    | Van Swindenstraat 55b              | Sara Springer-Swaalep (1911-1942)              |
|              | HIER WOONDE MIETJE SWAALEP-HAMME GEB. 1880 GEDEPORTEERD UIT WESTERBORK VERMOORD 7.12.1942 AUSCHWITZ                                                     | Stationstraat 27a                  | Mietje Swaalep-Hamme (1880-1942)               |
|              | HIER WOONDE JOSEPH TOKKIE GEB. 1886 GEDEPORTEERD UIT WESTERBORK VERMOORD 7-12-1942 AUSCHWITZ                                                            | Willem Brouwerstraat 2b            | Joseph Tokkie (1886-1942)                      |
|              | HIER WOONDE SARA TOKKIE- VAN GELDEREN GEB. 1896 GEDEPORTEERD UIT WESTERBORK VERMOORD 7-12-1942 AUSCHWITZ                                                | Willem Brouwerstraat 2b            | Sara Tokkie-Van Gelderen (1896-1942)           |
|              | HIER WOONDE MANNES VAN DER VEEN GEB. 1861 GEDEPORTEERD UIT WESTERBORK VERMOORD 7-12-1942 AUSCHWITZ                                                      | Van Ostadelaan 18a                 | Mannes van der Veen (1861-1942)                |
|              | HIER WOONDE LEA VAN DER VEEN- ISRAËLS GEB. 1876 GEDEPORTEERD UIT WESTERBORK VERMOORD 7-12-1942 AUSCHWITZ                                                | Van Ostadelaan 18a                 | Lea van der Veen-Israëls (1876-1942)           |
|              | HIER WOONDE JACOB SIMON WARGA GEB. 1935 GEDEPORTEERD UIT WESTERBORK VERMOORD 26-10-1942 AUSCHWITZ                                                       | Aleidastraat 150a                  | Jacob Simon Warga (1935-1942)                  |
|              | HIER WOONDE LILLIJ WARGA GEB. 1941 GEDEPORTEERD UIT WESTERBORK VERMOORD 26-10-1942 AUSCHWITZ                                                            | Aleidastraat 150a                  | Lillij Warga (1941-1942)                       |
|              | HIER WOONDE ROGER MAURICE WARGA GEB. 1938 GEDEPORTEERD UIT WESTERBORK VERMOORD 26-10-1942 AUSCHWITZ                                                     | Aleidastraat 150a                  | Roger Maurice Warga (1938-1942)                |
|              | HIER WOONDE SZLAMA WARGA GEB. 1900 GEDEPORTEERD UIT WESTERBORK VERMOORD 31-3-1944 MIDDEN-EUROPA                                                         | Aleidastraat 150a                  | Szlama Warga (1900–1944)                       |
|              | HIER WOONDE SARA WARGA- VAN AMERONGEN GEB. 1906 GEDEPORTEERD UIT WESTERBORK VERMOORD 26-10-1942 AUSCHWITZ                                               | Aleidastraat 150a                  | Sara Warga-van Amerongen (1906-1942)           |
|              | HIER WOONDE JACOB SAMUEL WESSEL GEB. 1942 GEDEPORTEERD UIT WESTERBORK VERMOORD 2.4.1943 SOBIBOR                                                         | Stationstraat 27a                  | Jacob Samuel Wessel (1942-1943)                |
|              | HIER WOONDE KLARA WESSEL GEB. 1938 GEDEPORTEERD UIT WESTERBORK VERMOORD 2.4.1943 SOBIBOR                                                                | Stationstraat 27a                  | Klara Wessel (1938-1943)                       |
|              | HIER WOONDE LOUIS WESSEL GEB. 1911 GEDEPORTEERD UIT WESTERBORK VERMOORD 2.4.1943 SOBIBOR                                                                | Stationstraat 27a                  | Louis Wessel (1911-1943)                       |
|              | HIER WOONDE ELIZABETH WESSEL-SWAALEP GEB. 1915 GEDEPORTEERD UIT WESTERBORK VERMOORD 2.4.1943 SOBIBOR                                                    | Stationstraat 27a                  | Elizabeth Wessel-Swaalep (1915-1943)           |
|              | HIER WOONDE ABRAHAM VAN WESTERBORG GEB. 1903 GEDEPORTEERD UIT WESTERBORK VERMOORD 28-2-1943 AUSCHWITZ                                                   | Rotterdamschedijk 296              | Abraham van Westerborg (1903-1943)             |
|              | HIER WOONDE ISRAEL MARCUS WORMS GEB. 1932 GEDEPORTEERD VERMOORD 19-10-1942 AUSCHWITZ                                                                    | Broersveld 101A                    | Israel Marcus Worms (1932-1942)                |
|              | HIER WOONDE LEVIE WORMS GEB. 1899 GEDEPORTEERD VERMOORD 15-11-1942 EXTERN KOMMANDO BOBREK                                                               | Broersveld 101A                    | Levie Worms (1899-1942)                        |
|              | HIER WOONDE MOZES ISRAEL WORMS GEB. 1920 GEDEPORTEERD VERMOORD 30-4-1943 AUSCHWITZ                                                                      | Broersveld 101A                    | Mozes Israel Worms (1920-1943)                 |
|              | HIER WOONDE HENRIETTA WORMS-KATAN GEB. 1896 GEDEPORTEERD VERMOORD 19-10-1942 AUSCHWITZ                                                                  | Broersveld 101A                    | Henrietta Worms-Katan (1896-1942)              |
|              | HIER WOONDE ROSALIE DE ZOETE GEB. 1873 GEDEPORTEERD UIT WESTERBORK VERMOORD 29-10-1942 AUSCHWITZ                                                        | Rotterdamschedijk 258b             | Rosalie de Zoete (1873-1942)                   |

## Data van plaatsingen
- 11 april 2014: Hoogstraat 28, 53, 109, 151c (Emanuel Naarden, Jacomijn Naarden-Frankfort) en 158
- 23 februari 2015: Buijs Ballotsingel 69 a, Broersvest 2I en 10D, Broersveld 101A, 125B en 127D
- 24 februari 2016: Aleidastraat 150 a, Hoogstraat 151c (Ruth Landau), Lange Haven 106, Passage 8, Plein Eendragt 27A, Rotterdamschedijk 208 a, 268 b II en 296, Tuinlaan 108
- 8 februari 2017: Boerhaavelaan 96 b I, Van Swindenstraat 55 b (niet gevonden), Stationstraat 27 a en 35 a
- 14 mei 2018: Archimedesstraat 6 b, François Haverschmidtlaan 58, Galileistraat 56 a, Lange Singelstraat 107 a II, Newtonplein 9 a en 18 b, Professor Kamerlingh Onneslaan 99 a I (niet gevonden), Rotterdamschedijk 35 a en 258 b, Singel 206 a en 234 a, Wattstraat 14
- 2 mai 2019 (GmV, zonder de kunstenaar): Boerhaavelaan 54b, Burgemeester Knappertlaan 253a, Dwarsstraat 2, Hoofdstraat 177, Lange Nieuwstraat 49a, Maasstraat 14, Rembrandtlaan 5b, 33b en 83b, Willem Brouwerstraat 2a
- 23 december 2019 (GmV, zonder de kunstenaar)
- 25 april 2025: een Stolperstein op Broersveld 10